# Clethra vicentina
Clethra vicentina là một loài thực vật có hoa trong họ Clethraceae. Loài này được Standl. mô tả khoa học đầu tiên năm 1923.